# Keiko Fujimoriová

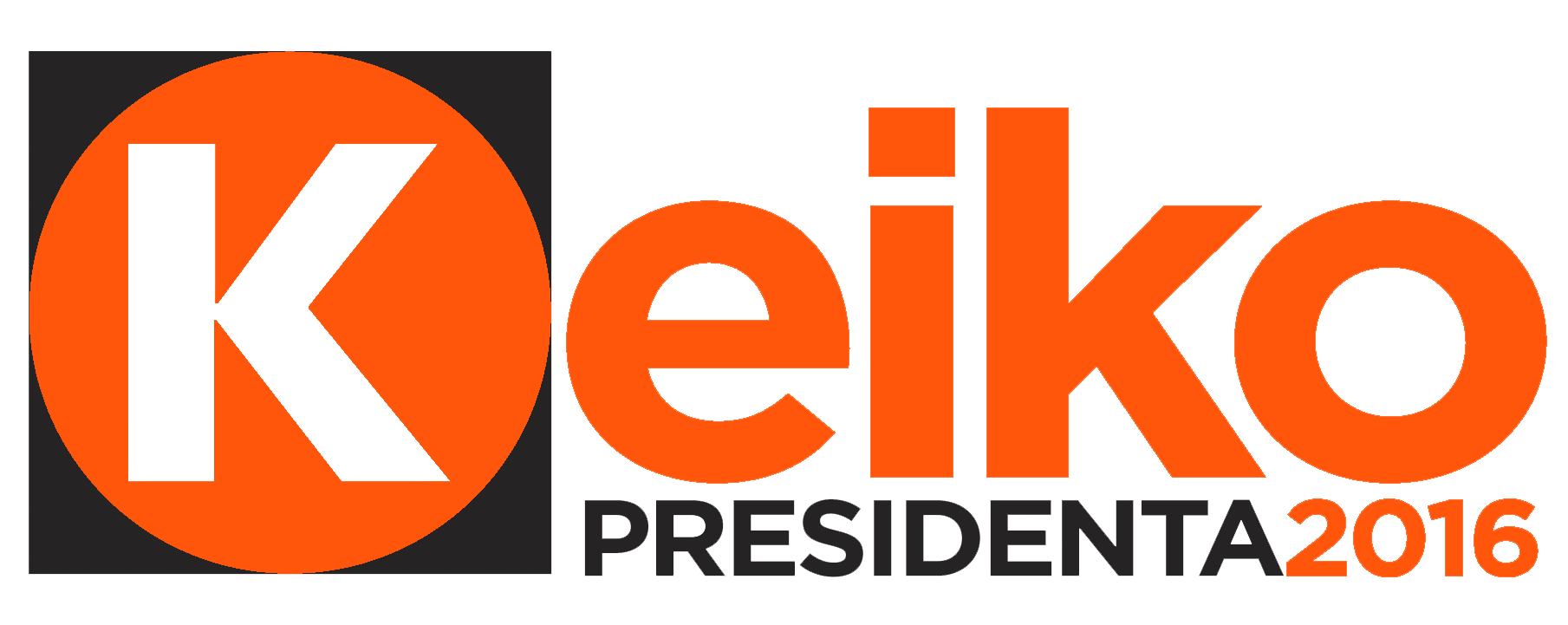
Logo kampaně Keiko Fujimoriové (2016)

Keiko Sofía Fujimoriová Higuchiová (* 25. května 1975 Lima) je peruánská politička, dcera bývalého prezidenta Alberta Fujimoriho. Po rozvodu svých rodičů se stala roku 1994 v 19 letech nejmladší první dámou Latinské Ameriky.
V dubnu roku 2016 zvítězila v prvním kole prezidentských voleb, avšak nezískala požadovanou většinu hlasů. Zároveň proti její kandidatuře demonstrovaly v ulicích tisíce lidí z obavy, že by mohla představovat ohrožení pro tamější demokracii. V druhém kole voleb, konajících se na začátku června, prohrála se ziskem 49, 88% hlasů s neoliberálním ekonomem Pedrem Pablem Kuczynskim.
Jejím bratrem je politik Kenji Fujimori. Je vdaná za Marka Villanellu.